# Grössbacke
Grössbacke är en bebyggelse öster om Stenungsund i Stenungsunds kommun. Vid SCB:s ortsavgränsning 2020 klassades bebyggelsen som en småort.